# 시베리아 (2018년 영화)
《시베리아》(영어: Siberia)는 미국에서 제작된 매슈 로스 감독의 2018년 스릴러 영화이다. 키아누 리브스 등이 출연하였고, 스티븐 해멀 등이 제작에 참여하였다.

## 줄거리
미국인 다이아몬드상 루커스는 조직 폭력배 보리스에게 희귀 블루 다이아몬드를 팔기 위해 러시아로 향한다. 그러나 다이아몬드를 소지한 러시아 중간책이 실종되면서 루카스는 보리스에게 목숨을 위협받고, 그 와중에 한 러시아 여성에게 빠져든다.  

## 출연
- 키아누 리브스 - 루커스 힐 역
- 아나 울라루 - 카탸 역
- 파샤 D. 리치니코프 - 보리스 볼코프 역
- 베로니카 페레스 - 라이사 역
- 몰리 링월드 - 개비 힐 역
- 드미트리 체포베츠키 - 이반 역
- 유진 리핀스키 - 폴로진 역
- 앨릭스 포노빅 - 예프렘 역

## 기타 제작진
- 총괄 제작: 크리스티안 앙거마이어, 웨인 마크 고드프리, 클레멘스 할만, 제리 하우스패터, 로버트 존스, 필리스 랭, 크리스토퍼 러몰, 데번 타워스, 팀 저자로스, 캐시언 엘위스
- 라인 제작: 론다 베이커
- 협력 제작: 앨러스터 벌링엄
- 배역: 카먼 코틱
- 미술: 장앙드레 카리에르
- 세트: C. 서머 홈스
- 의상: 퍼트리샤 J. 헨더슨
- 특수 효과: 데이나 캠벨